# ゲンゴロウ
　ゲンゴロウ（竜蝨・源五郎、Cybister chinensis Motschulsky, 1854 / ナミゲンゴロウ・オオゲンゴロウ・ホンゲンゴロウなどの別名あり）は、コウチュウ目ゲンゴロウ科ゲンゴロウ亜科ゲンゴロウ属の水生昆虫。日本産のゲンゴロウ類・および水生甲虫類としては最大種である。
かつて日本では一部地方で食用にされるほど高密度で生息し、秋に多産する生息池の水を落とした際には多数採集できた。このようにかつて身近な昆虫だった本種は、タガメと並んで「日本の水田の昆虫」の代表格として挙げられていたが、2020年現在は生息環境破壊・侵略的外来種の侵入・乱獲などによって日本全国で著しく減少し、絶滅危惧II類 (VU)（環境省レッドリスト）に指定されている。

## 名称
本種は漢字で「源五郎」と表記するが、その語源には以下の説がある。
- 江戸時代後期・1834年（天保5年）に大石千引が記した語源解説書『言元梯』によれば[21]、本種の名称「ゲンゴロウ」は「玄甲」もしくはその読み下し「げんがはら」が語源とされる[20]。ゲンゴロウの姿・小動物を捕食する生態が「玄甲」に見立てられたと考えられる[20]。
- 増井金典は「でんぐりかえろ」（旋回する、の意味）が「ゲンゴロウ」の語源と推測している[22]。
- 「語源は不明」とする説もある[23]。この語源不明説を扱った文献では「『源五郎』と称する生物名には他に『源五郎狐』『源五郎鮒』がおり、前者は『毛黒狐』（けぐろきつね）の訛りという説があるほか、後者は『大言海』にて人名由来説・『夏頃（けごろ）』の延という説の2説が紹介されているが、いずれも確かな語源はわからない」と解説されている[23]。

なお、本種の和名は単に「ゲンゴロウ」ではあるが、「ゲンゴロウ」の名称は本種に限らずゲンゴロウ類（ゲンゴロウ科）の総称としても用いられる。そのため、特に普通種だった本種を指す場合はゲンゴロウ類全体と区別できるよう、「ナミゲンゴロウ」「オオゲンゴロウ」「ホンゲンゴロウ」「タダゲンゴロウ」とつけられた。
都築・谷脇・猪田 (2003) は「漢字で『源五郎』と書く人名のような和名が大変親しみやすい印象を与えており『他の水生昆虫の名前を知らなくても“ゲンゴロウ”の名前は知っている』人も多い」と述べているほか、三木卓も自著で「この虫をかつて愛した人たちの親愛感が『源五郎』という名前に残っている」と形容している。

### 異名
竜蝨（りゅうしつ）の異名があるほか、一部地方ではヘビトンボの幼虫と同じく本種幼虫を孫太郎虫（まごたろうむし）と呼称する場合がある。このほかかつて食用に用いていた長野県ではガムシとともにトウクロウ・秋田県では同じくヒラツカの地方名で呼ばれたほか、新潟県の方言では成虫をガムシとともに「ガメ」「ガメムシ」「ガマ」「ワッパムシ」など、幼虫を「キイキムシ」と呼称した。
幼虫は凶暴性から英語で Water Tiger（水中のトラ） および Water Devil（水中の悪魔）と呼ばれるほか、日本でも凶暴性・体躯がムカデを連想させることから「田のムカデ」「水ムカデ」などの異名で呼ばれる。

## 分布
日本国内では北海道・本州・四国・九州と対馬に分布する。対馬への分布は中島ら (2020) で言及がなされ、後に中島 (2021) で誤りであるとされたが、秋田勝己が対馬（長崎県上県町）で1977年に採集されたオオゲンゴロウ（ゲンゴロウ）の標本を入手し、2023年に対馬産の確実な分布記録として報告している。
日本国外では朝鮮半島（大韓民国〈韓国〉・朝鮮民主主義人民共和国〈北朝鮮〉）・中華人民共和国（中国）・台湾・ロシア連邦（シベリア南部）に分布するが、九州南部ではより南方に分布するコガタノゲンゴロウが優占しており、近縁種のフチトリゲンゴロウ・ヒメフチトリゲンゴロウ・コガタノゲンゴロウが生息する南西諸島には分布しない。元来は亜熱帯から温帯へ分布を拡大した南方系の種類で、南方種群の代表格である本種はゲンゴロウ属として最も北方まで分布している。
垂直分布範囲も幅広く、本来は平野部 - 山間部にかけて生息する種だが、後述のように平野部ではほぼ絶滅している。

## 特徴

### 成虫の形態

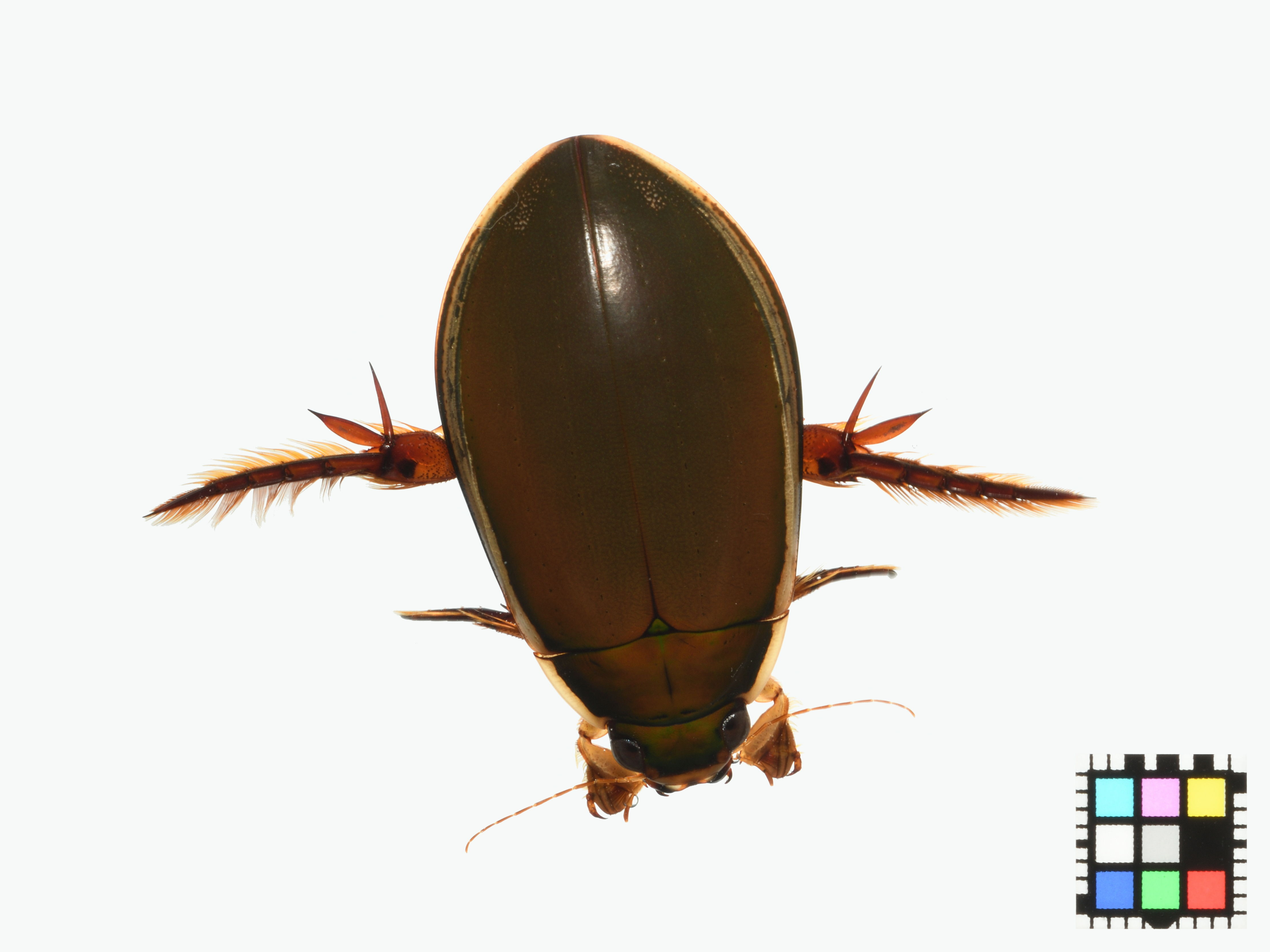
ゲンゴロウのオス，背面．熊本県

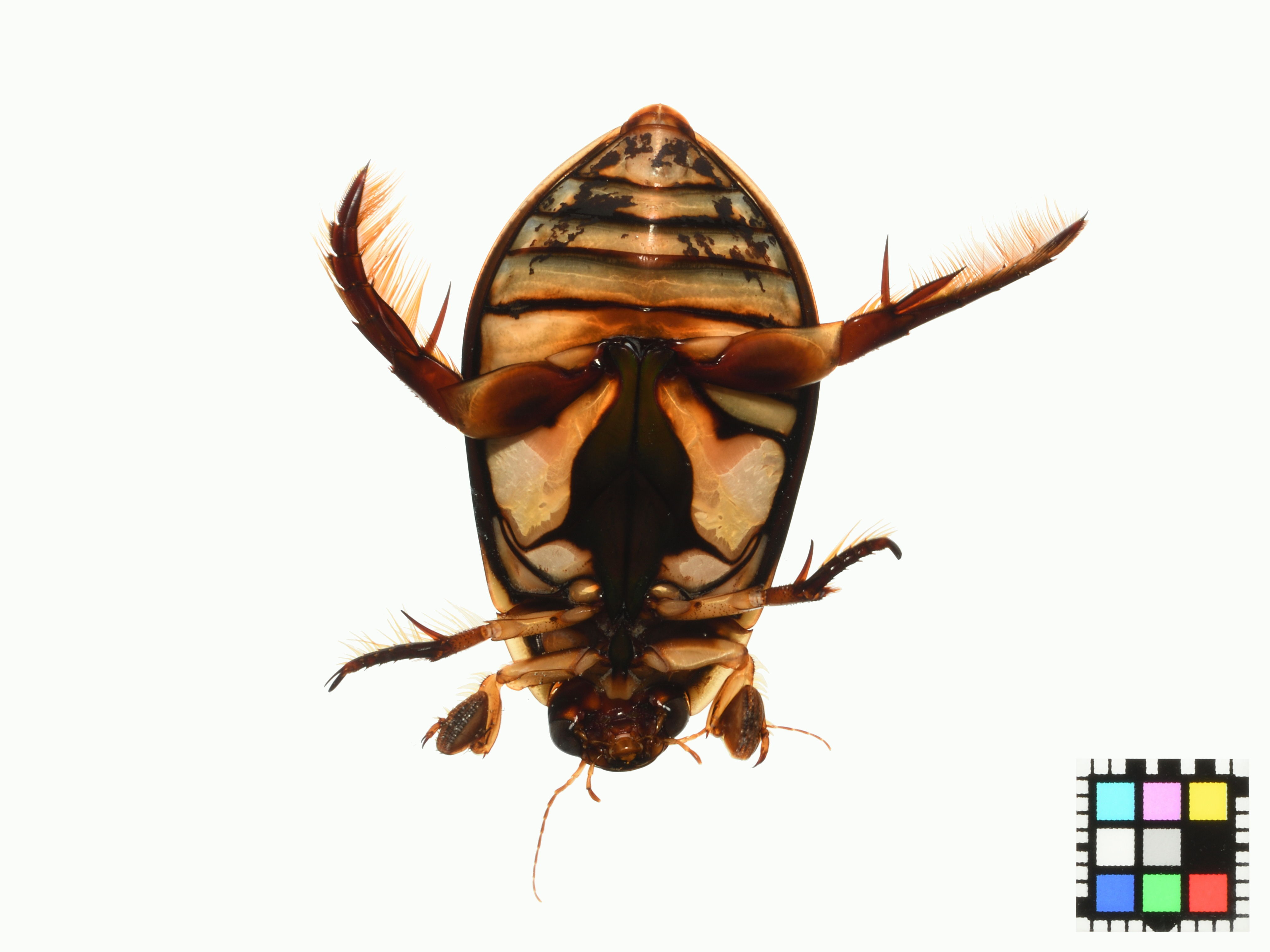
ゲンゴロウのオス，腹面．熊本県

成虫の体は全長34 - 42ミリメートル (mm) の比較的平たい卵形で、体の線がほぼ段差なくつながり水の抵抗を極力抑えた流線形になっている。背面から見た体色は緑色もしくは暗褐色で、上翅には3条の点刻列（点線）があり、光加減で緑色に輝くが雌雄で違いがある。体の縁（頭楯・前頭両側・上唇・前胸背および上翅側縁部）は黄色 - 淡黄褐色で、前頭両側の黄色部内方には浅い窪みがあり、触角・口枝は黄褐色である。
歩脚は黄褐色 - 赤褐色（腿節・脛節・跗節（フ節）はやや暗色）で、前脚・中脚は強大な後脚と比較して小さめだが前脚に2本の爪（オスの場合はさらに後述の吸盤）を持ち、この鋭い爪を用いて獲物を捕食する。後脚はオールのような形状で、その両側に遊泳毛が生え、太短く遊泳に適した形となっている。腹面は黄色 - 黄褐色で光沢が強いが前胸腹板突起・後胸内方・後基節内方は黒色で、オスの交尾器中央片先端部は単純で急に細くなる。

#### 雌雄間の差異
雌雄間で大きく分けて「背面のしわ・溝の有無」「前脚の吸盤の有無」が異なるため、その点で区別できる。
- オス - 成虫の背面（前胸背板・上翅）は前述の点刻列に加え、前胸背の前縁部に点刻があるが、その点を除けば背面は全体的に滑らかでメスより強い光沢がある[14]。前脚跗節は第1 - 3節が楕円形に[8]大きく膨らんで円盤状になっており[40]、交尾の際はその裏にある吸盤でメスの背面に吸着する[41]。
- メス - 成虫の背面（前胸背板および翅端部を除く上翅）には[14]全面的に細かい溝[37]・しわが多数あり[40]、光沢はオスより弱い[14]。オスと異なり前脚は膨らんでおらず細長くなっている[40]。

本種以外にもゲンゴロウ類のメスにはしわ・筋がある種が多いが、これは後述のようにメスは交尾中に溺死するリスクが高いためと考えられる。

#### 他種との区別方法
本種のように縁取りのような黄褐色部分を持つゲンゴロウ属の種は他にコガタノゲンゴロウ・マルコガタノゲンゴロウ・フチトリゲンゴロウ・ヒメフチトリゲンゴロウがいるが、本種の縁取りは肩部を除いて側縁に達さず翅端に向かって徐々に細くなり、翅端部には不明瞭な雲状の紋があることから区別できる。ゲンゴロウ類は主に肉食であるため、一般的な昆虫標本製作時に使用される酢酸エチルなどで殺虫すると各節の隙間から脂が漏出する場合があるが、特に本種などは黄色い縁取りが変色して真っ黒になってしまい同定が困難になる場合がある。また腹面から見ると本種は黄色 - 黄褐色だがコガタノゲンゴロウは黒色・フチトリゲンゴロウは暗赤褐色・ヒメフチトリゲンゴロウは「前半部が黄褐色・後半部が黒褐色」・マルコガタノゲンゴロウは赤褐色であるため、それぞれ区別できる。
なお、ゲンゴロウモドキ属はオスの前脚跗節だけでなく中脚跗節の第1 - 3節も膨らんで吸盤を持つが、本種を含むゲンゴロウ属は膨らまない。

### 幼虫の形態
幼虫は背面から見ると細長い紡錘形の体形で、体色は黒斑点が散在する灰褐色 - 黄褐色で3齢幼虫（終齢幼虫）の体長は63.7 - 77.9 mmである。
- 頭部・前胸および腹部第7・8節の硬化した部分は黄褐色あるいは暗褐色を帯びた白色 - 灰白色で、脚は黄褐色である[47]。
- 頭部は亜方形でゲンゴロウ属幼虫の特徴である「頭楯前縁のW字型切れ込み」の両端隆起が他種に比べて強い[47]。頭部には6対の単眼・細長い[46]9節の触角[47]・鎌形の大顎[46]・9節の小顎ひげ・4節の下唇ひげを持つ[48]。
- 中胸部 - 腹部第8節には背面中央部に白色条線を持つほか、背面両端に黒い帯があるが硬化した部分以外は不明瞭で、側面・腹面は白色 - 灰白色である[47]。
- 脚の跗節および腹部第7・8節に遊泳毛を持つ[48]。

## 生態

### 生息環境
水生植物が豊富な止水域環境を好み、やや水深のある池沼・ため池・水田および水田脇の水たまり・休耕田・湿地・流れの緩やかな用水路などに生息する。生息水域はヒルムシロ・ヒシ・コウホネ・ミクリ・ヒツジグサ・オモダカ・ジュンサイ・ガマなど水生植物が繁茂し、周辺に樹林地が広がるような場所で、特にモリアオガエル・イモリが多産する場所に多い。
成虫は主にため池など水深の深い水域に好んで生息する一方、水田・放棄水田など浅い水域では繁殖期を除いて確認できないことが多い。これは水田・放棄水田など水深の浅い水域にはサギ・カラスなど鳥類をはじめ天敵が多いため、それら天敵から身を守るためと考えられる。一方で幼虫はため池・放棄水田のどちらでも確認できるため、水生植物が多数茂る山里の池では成虫・幼虫ともに観察できる。谷津田に隣接してため池があるような場所では繁殖目的で池と水田を往復する成虫の生態を観察することができる。

### 成虫の生態

#### 遊泳行動
ゲンゴロウ類の成虫は遊泳に向いた流線形もしくは卵形（水の抵抗が少ない形）の体形をしているが、本種成虫は水生昆虫の中でも特に遊泳能力に優れており、遊泳用に発達した2本の後脚をボートのオールを漕ぐように同時に動かして活発に泳ぎ回る。その動きは池などで一度逃げられると再び捕獲することが困難になるほど素早く、水際だけでなく水草の少ない池の中央部なども日常的な生活圏としている。

#### 摂食行動
成虫は肉食性で、爪のある前脚・中脚で弱った小魚・甲殻類・水生小動物などの獲物を捕獲し、強力な顎で肉をかじって食べる。しかしタガメの前脚・消化液ほど強力な武器を持たないため、生きた魚類などを捕食することはあまり得意ではない。そのため、健康な子ブナ・ドジョウなどを襲って捕食する力はなく、生きた他のゲンゴロウ・魚を積極的に襲うことは少なく、元気な個体同士が同種間で共食いすることも少ない。
一方で死んで間もなかったり弱ったりした小魚などの小動物・昆虫を摂食することが多いが、メダカなどの小魚・ヤゴ・動きの鈍い獲物・水面に落下した昆虫などは生きていても捕食することができる。成虫は水槽に血液を1滴垂らしただけで血液の匂いに反応して獲物を探し回るほど強い嗅覚を持ち、水中で傷ついた魚など獲物の匂いを感じ取ると鋭い嗅覚・遊泳力で餌にありつく。一方で餌を食べすぎると体が重くなりすぎて浮上できなくなる場合があり、その場合は大量の糞をしたり食べたものを吐き出したりして浮上する。人工飼育下では主な餌として煮干し・田作り（いずれも醤油・食塩などによる味付けがされていないもの）が適しており、熱帯魚用の餌であるクリル（乾燥オキアミ）や赤虫（冷凍・乾燥品）・昆虫類（コオロギ・ミールワームなど）・脂肪分の少ない魚の切り身（マグロの赤身・イカなど）なども食べる。
なお、本種を含む大型のゲンゴロウ類（ゲンゴロウ属・ゲンゴロウモドキ属など）と小型のゲンゴロウ類（シマゲンゴロウ・ハイイロゲンゴロウなど）を同じ水槽で飼育すると、小型のゲンゴロウ類は本種などに捕食されてしまう。

#### 飛翔行動
夜間は活発に飛び回り、水系間を移動したり（正の走光性により）水銀灯などの灯火などにも飛来したりするが、いったん上陸してからでないと飛翔できない。内山 (2013) は「初めて野生の本種を観察した生息池では水温が上昇する5月初旬にゲンゴロウをはじめとした水生昆虫が忽然と姿を消し、9月初旬ごろから再び姿が見られるようになった。『夏季は水温が低い深い場所に移動しているのではないか？』と考えて池の深い場所を探してみてもゲンゴロウたちはいなかったが、周辺ではゲンゴロウなどが街頭に飛来したり幼虫類が水田で確認できたりしたことから『ゲンゴロウは季節に応じて生活場所を移動し“越冬に適した深い池”と“繁殖・摂餌などに適した水田など浅い水域”を使い分けている』と推測した」と述べている。
多くの水生昆虫は飛翔行動前に体を乾かして体温を上昇させるために上陸して甲羅干しを行う習性があるが、タガメ以外の水生カメムシ類（水生半翅目）の多くが日常的な甲羅干しを必要としないのに対しゲンゴロウ類など水生甲虫類の場合はミズカビ発生を防ぐなど飛翔目的以外のため日常的に甲羅干しをよく行い、長い時では約2時間ほどにおよぶ。甲羅干しは日光浴・体温調節・殺菌のためと考えられており、飼育下でこの行動を阻害すると体表・後脚付け根部分にミズカビが発生したり、水生菌による感染症を起こしやすくなる。そのため、飼育時には甲羅干しができるよう流木・ヘゴの支柱などで足場を作ることが望ましい。

#### 呼吸方法
成虫は魚のような鰓呼吸ではなく他の陸上昆虫と同様に気門から空気呼吸をするが、人間が空気を貯蔵したタンクを用いて行うスクーバダイビングのように上翅の下（腹部背面との間の空間）に空気を貯蔵して潜水する。
成虫の上翅下には飛翔用の後翅が畳まれて収納されているほか、腹部の背側（上翅の下・尾端近く）に気門が開いている。成虫は腹端（尾端）を水面上に突き出して上翅と腹部背面の間にあるわずかな空間に新鮮な空気を貯蔵して潜水し、水中で気門から貯蔵空気中の酸素を吸収しつつ活動する。人間がスクーバダイビングで使う空気ボンベは使用すれば酸素濃度が減少するだけだが、ゲンゴロウの場合はそれとは異なり貯蔵空気中の酸素分圧（酸素濃度）が下がり二酸化炭素分圧が上がると水中に二酸化炭素が溶け出してその分だけ酸素が気泡の空気中に入り込むため、いったん上翅の下に空気を取り込んで潜水するとそこに元々含まれていた量以上の酸素を得て長く潜水活動をすることができる。酸素消費量・運動量が少ない冬季はガス交換のため水中に上がってくる頻度が低下する一方、水温が高く水中酸素溶存量が少ない夏季は頻繁に水面でガス交換を行う。

#### 繁殖活動

##### 交尾
成虫は活動期の春 - 秋ごろ（水温が25℃前後に上昇する4月ごろから）に交尾し、成熟した成虫は冬季を除いて頻繁に交尾するが、内山 (2007) で市川は「産卵期は4月中旬・下旬ごろに始まり約2か月間続く。5月中旬になると水田・溝などで幼虫の姿が観察できるようになる」と述べている一方、都築・谷脇・猪田 (2003) は「産卵に至るのは6月 - 8月ごろの夏季に限られている」と述べている。交尾行動は昼夜を問わず頻繁に行われるがゲンゴロウの産卵には温度以外に日照時間が大きな条件となっており、水温が25℃以上あっても日照時間が12時間以下の場合はメスが産卵行動に至らず、日照時間が13時間を超える場合に産卵する。
オスは少しでも多くの子孫を残そうと1頭でも多くのメスと交尾しようとするが、メスはタガメとは違い産卵の度に交尾する必要はなく、1回交尾すればその後数か月間にわたり体内の貯精嚢（受精嚢）内にオスの精子を活性を保ったまま貯め込むことができ、2回も交尾すれば体内に蓄えられた精子でそのシーズンに産むほとんどの卵を受精させることができることに加え、交尾中は後述のように十分な酸素を取り込むことができないことから、交尾後時間の経っていないメスはオスが近づくと水草や水底の枯葉の下などに逃げようとする。これに対してオスは前脚の吸盤をメスの背中に付着させ、逃げられないように重なる。交尾そのものの時間は短いが、オスがメスを捕まえている時間は10分ほど - 2時間超とばらつきが大きく、市川・北添 (2010) では「14回の交尾時間を測定したところ交尾時間の平均は162分だった」と発表されている。
オスは長い時間をかけてメスの交尾器内に精包を作るが、長い交尾中は大抵の場合オスが上になるため、メスは腹端を通して新しい空気を間接的に取り入れなければならない。雌雄ともに腹端を水面上に出せる場合もあるが、メスは大抵の場合、交尾中に呼吸器を水面に出すこともままならず十分な酸素を取り込むことができない。そのため、メスは交尾中に窒息死する場合があり、繁殖期にはメスの死亡率が上昇する。
このようにメスにとって水中でオスが自身の上に貼り付く行為は危険性が高いため、ゲンゴロウ類のメスは水中でオスが貼り付きにくくなるよう背面にしわ・溝を持つように進化した一方、オスは水中でしっかりメスの背面に貼り付けるよう前脚に吸盤を有したと考えられる。このように雌雄間でそれぞれ最適な戦略の差異により引き起こされた対立を「性的対立」と呼び、それに伴う雌雄の変化も含めて生物の進化の経緯を理解する上で重要とされる。

##### 産卵
交尾後、メス成虫はいわゆる水田雑草を含む水生植物の茎に直径約2 - 4 mmの円形の噛み傷を付け、長い産卵管を噛み傷に挿入して茎内部の組織内に1,2個産卵する。この時にメス成虫が選ぶ植物は「茎表面があまり固くなく、中にスポンジ状の組織が詰まっているか中央の空洞が狭い種類の水草」で、茎の直径は5 mm前後を好む。
- 代表的には、ホテイアオイなどに産卵する[82]。
- 水田・湿地ではオモダカ類[注 19][71][82]・コナギ・セリなどに産卵する[注 20][82]。なお、市川・北添 (2010) による調査で「タガラシ・コナギは若い茎に産卵するほか、フトヒルムシロ・セリの茎は齧って穴を開けたものの産卵しなかった」という結果が出ている[81]。
- ホテイアオイの浮嚢[注 21]・トチカガミの葉など一部が広がって内部がスポンジ状になっている植物には次々と産卵する[81]。
- イネの茎は「表面が固すぎること」「中空（ストロー状）で産み付けた卵が茎の中に留まらないこと」から産卵しない[79]。市川・北添 (2010) による調査の結果「イネ（コシヒカリ）の茎はメス成虫が齧ることすらなく、古代米の茎は穴を開けたものの産卵しなかったが、茎内部が中空な植物でも卵が落下するほどのスペースがなければ産卵する」ことが判明した[81]。

メス成虫は飼育下で餌を十分に与えられている場合、1シーズンに約30個 - 60個産卵するが、飼育密度が高いとメス1頭あたりの産卵数・孵化率が目減りする。メスの腹端には出し入れできる左右に扁平な産卵管があり、それを噛み傷に挿し込み産卵する。植物組織が腐敗して繊維だけになっても卵は孵化できるため、植物組織内に産卵する理由は「卵が魚などの天敵に捕食されることを避けるため」と考えられる。

#### 天敵・防御行動
自然下における成虫の天敵はブラックバス（オオクチバス）・アメリカザリガニ・ウシガエル・コイなど侵略的外来種のほか、在来種でもサギ・ツル・カラスなど鳥類・ナマズがいる。幼虫はイモリ・水生昆虫類などに捕食されるほか、3齢幼虫では成虫時の天敵に加えてタガメ・タイコウチがいるが、タガメ・タイコウチ・ナマズはゲンゴロウと同様に水田から姿を消したため、現在はブラックバスなど外来種とサギが主な成虫の天敵となっている。飼育個体は流木の下にできた隙間・ホテイアオイの根の下などに押し合うようにして集まっていることが多いが、これは天敵である鳥類などから身を隠す目的の習性であるとともに、呼吸のために貯めた空気による浮力で体が水面に浮き上がることを抑えるためとされる。
身の危険を感じると頭部と胸部の間から白濁した液体を分泌させるが、この液体は昆虫標本に加工しても鼻を突く臭いが消えないほど強い臭いを持つ。また人間がこの液体を舐めるとかなり苦く感じることから「天敵の鳥類に襲われて捕食されそうになった際に逃げる手段」「近くの仲間に危険を知らせる警戒フェロモンのような働きをしている」などと考察されている。

#### 越冬
成虫で越冬する。成虫は水生昆虫の中でも長寿命で、飼育下では約2年 - 3年生き、長いものでは約6年近くにわたって生きた記録もある。野生個体の越冬に関して詳しい生態は判明していないが、以下のような考察がある。
- 都築・谷脇・猪田 (2003) は「湧水などがあり真冬でも水面以外が凍らない池沼などを選んでおり、多数の個体が集まって越冬することも多いようだ」と述べられいる[54]。また飼育下では11月を過ぎると活動が鈍るようになり餌の摂食量も減るが、冬季でも完全な冬眠状態にはならず活動し続けているため、様子を見ながら餌を与える必要がある[62]。
- 内山 (2007) で市川は「水中の枯葉の下・泥の中などで冬眠しているようだ」と考察している[72]。

都築・谷脇・猪田 (2003) は「自身の経験では本種の越冬・産卵の関係を考えると、産卵をうまく成功させるためにはタガメの場合とは違い一定期間は低温で飼育して越冬させる必要がある」と評価している。

### 卵・幼虫

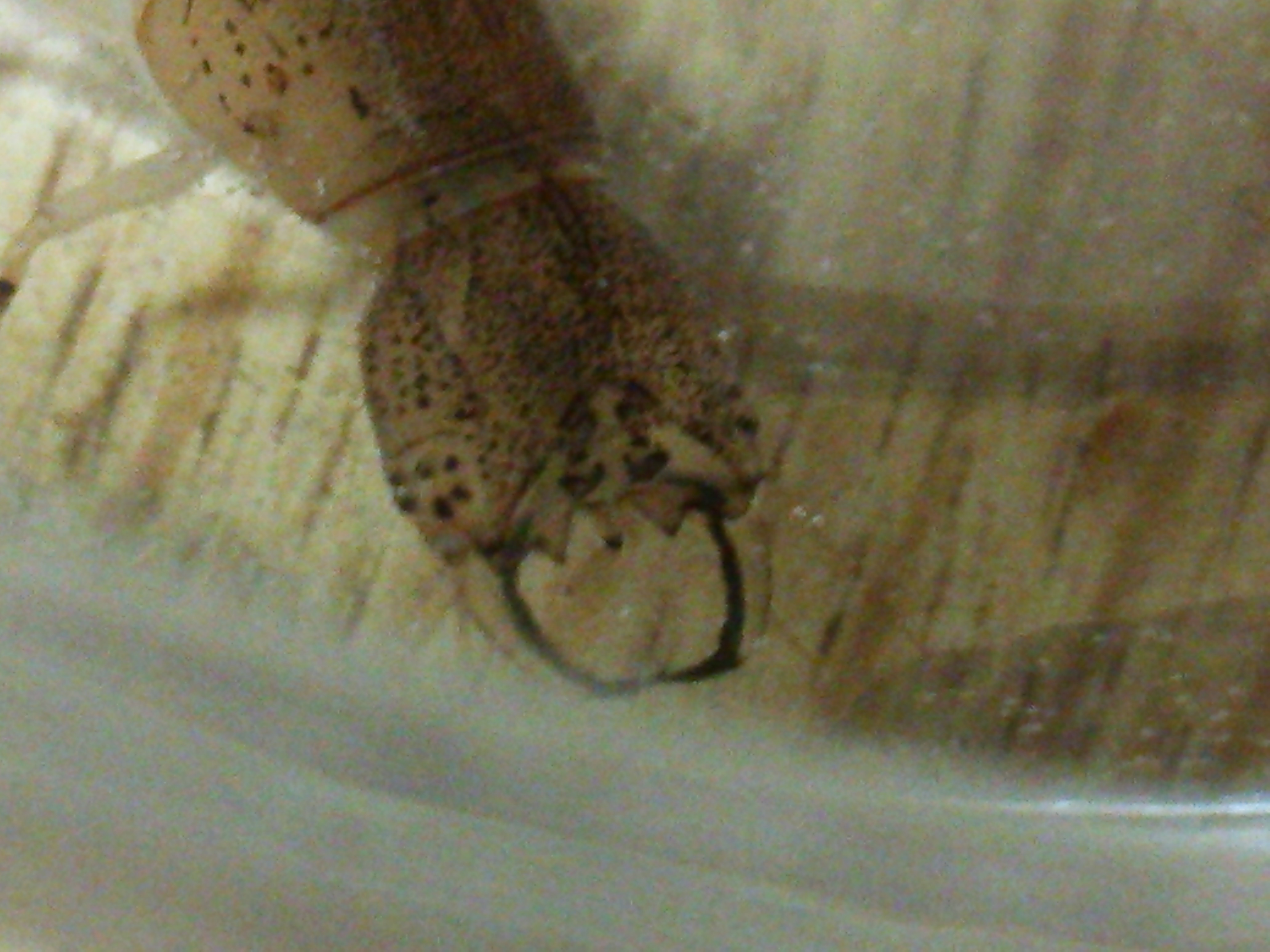
終齢幼虫の頭部拡大

卵は幅約1 mm・長さ約13 mmの細長い形で、水温28℃の場合産卵後約2週間程度で孵化する。幼虫は細長い体をしており、孵化直後の1齢幼虫は体長約2 mm（卵の全長の約2倍）で、脱皮して2齢幼虫（体長約40 mm）に変態し、さらにもう1回脱皮して3齢幼虫（終齢幼虫・体長約60 mm）に変態する。脱皮は水中で行い、まず胸部の背中側が中心から割れ、その割れ目が前後に広がるとともに幼虫の胸部・頭部が抜け殻から抜け出し、最後に腹部が抜けて脱皮完了となる。終齢幼虫（3齢幼虫）は成虫の体長のほぼ2倍（上陸直前では胴径約10 mm・体長約80 mm）にまで成長する。
幼虫期間は孵化 - 上陸まで約40日間だが、水温が低かったりエサが不足すると長期化するほか、幼虫期間中に生息地の田んぼなどの水が干上がると乾燥死する。また幼虫はイモムシ型の体形をしているため、後述のような獰猛な性格とは裏腹に外敵からの攻撃に対しては無防備であり、同一容器で複数飼育すれば共食いが起きるほか、貪欲な食欲を持つ一方で移動能力に乏しい。そのため、本種幼虫たちが成長し、本種が個体群を維持していくには幼虫たちの食欲を満たすだけの大量・豊富な種類の生き物が同所的に集中して生息している必要がある。
幼虫は23 - 28℃が最適水温で、生育可能温度範囲は比較的広いが、水温が低いと発育が遅れる反面、高すぎると水質悪化が早くなり死亡率も上昇する。また、薬品類には成虫以上に弱い。

#### 幼虫の呼吸方法
幼虫も成虫と同じく水面上に尾部の呼吸器（尾端にある気門）を水面上に突き出して呼吸するが、水深が浅い場所では水底から尾部を突き出して呼吸するものの、基本的には水中の水草に掴まって呼吸する。また幼虫は腹部の尾部に生えている長い毛束を用いて泳ぐが、成虫と異なり泳ぎはあまり上手くない。

#### 幼虫の摂食行動
幼虫も成虫と同じく肉食性だが、成虫と異なり非常に凶暴な捕食者で、脱皮の前後1日以外は大変旺盛な食欲を発揮し、動くものならなんでも頭部の鋭い大顎で襲って捕食するばかりか同種間でも激しく共食いをする。
幼虫は自然下の浅い水域では植物の茎などに逆さまに掴まり、目の前を通る獲物を待ち伏せして捕食する。幼虫の大顎はタガメ幼虫の前脚よりかなり小さいため自分より大きな獲物を捕らえることは難しいが、一度獲物を捕まえれば逃すことはなく、強力な消化液で確実に仕留められるようになっている。大顎は注射針状になっており、生きた獲物に鋭い大顎で食いつくと獲物を麻痺させる毒・消化液を大顎内の管から同時に体内に注入して、獲物の体液・消化されて液状化した筋肉・内臓などの組織を注入に使われた大顎内の管から吸収して口の入り口の毛で固形物を濾過して除き、液体化した組織を消化管に飲み込む。これを体外消化と呼ぶが、顎で獲物の肉を齧り取って食べる成虫とは異なりタガメなど水生カメムシ類に近い摂餌方法で、幼虫に食べられた獲物の死骸は骨・皮しか残らない。幼虫に噛まれると非常に強い痛みを感じるため、安易に素手を近づけることは控え、噛まれないよう細心の注意が必要である。
都築・谷脇・猪田 (2003) は「自然下の繁殖地で成虫を捕獲するためにマグロの刺身を仕掛けて設置したところ、しばらくしてゲンゴロウの幼虫が寄ってきて摂食した」という観察記録から「幼虫は動きだけでなく成虫と同様に餌の匂いにも反応するようだ」と推測している。

##### 幼虫の食性
幼虫は主に昆虫類を捕食して成長する。飼育下ではバッタ・コオロギなどの昆虫類を与えないと羽化率（成虫まで育つ割合）が低下することが知られているほか、多摩動物公園昆虫園（東京都日野市）ではゲンゴロウの成虫・幼虫ともに養殖したコオロギを与えて飼育することで好結果を得た実績がある。
- 1齢幼虫 - 主にミジンコ・アカムシ（ユスリカの幼虫）・ボウフラ・イトトンボ類のヤゴなどを食べる[96]。
- 2齢幼虫・3齢幼虫 - ホウネンエビ・小魚（ドジョウ・メダカ・キンギョなど）・オタマジャクシ（カエル類の幼生）および小さなカエル・水生昆虫類（ヤゴなど）・水面に落ちた昆虫類を食べる[96]。

大庭伸也が島根県内の水田地帯で野生のゲンゴロウ幼虫の食性を調査したところ、1齢・2齢幼虫は主に昆虫類（ヤゴ・マツモムシなど）を食べ、3齢幼虫に入ると昆虫類に加えてオタマジャクシ・メダカ・ドジョウなど脊椎動物を捕食することが判明した。また大庭が飼育条件下でトノサマガエルのオタマジャクシとヤゴを同数ずつ与えて実験したところ、1・2齢ではヤゴのみを捕食し、3齢幼虫になってからオタマジャクシも捕食するようになったほか「ゲンゴロウ・クロゲンゴロウの幼虫はヤゴのみを与えて育てても成長可能であるが、オタマジャクシのみでは幼虫期間が長期化し生存率も低下する」という結果が出た。以上の点から大庭 (2011) は「ゲンゴロウ・クロゲンゴロウの生息地保全には豊富な水生昆虫が存在する水田を維持・管理する必要がある」と結論付けている。
なお、オタマジャクシは生物濃縮によって農薬が蓄積されている場合があり、市川 (2018) は「無農薬で稲を栽培している水田以外で採集したオタマジャクシをタガメに与えると死亡する可能性がある」と指摘しているほか、関山恵太は「成虫・幼虫を問わず水田脇などで採集された小魚・オタマジャクシなどには残留農薬が含まれており与えると死亡する危険性がある。観賞魚店で販売されているメダカなども魚病薬などゲンゴロウに有害な薬剤が残留している恐れがあるため、数日間は（別容器で）ストックして体内の残留薬剤を排出させてから使用したほうがいい」と指摘している。またイモリ・サンショウウオなど有尾類の両生類は幼虫にとって有毒である場合がある。

#### 蛹化
水中に適応したゲンゴロウでも一生の全てを水中で過ごすわけではなく、成熟した3齢（終齢）幼虫は孵化から約40日ほど経つと日没後約1, 2時間後に上陸する。野生下で上陸が始まる時季は6月下旬 - 7月初めごろで、蛹化直前の幼虫（体長約80 mm）は上陸が近づくと餌に見向きもしなくなり、飼育下では飼育容器の中を泳ぎ周り出たがる様子を見せる。幼虫が土に潜ってから成虫へ羽化するまでには約20日間かかるが、個体差および温度などの条件によりさらに10日ほど要する場合がある。
幼虫は適当な場所を見つけると固くなった頭部と胸部をスコップのように使って土中に潜り、球形（直径40 mmほど）の蛹室を形成してから蛹室内で前蛹になる。蛹化に際しては水際から20 - 30センチメートル (cm) 程度の土中などあまり水際から離れない場所の土に潜るほか、内山りゅうの記録により「飼育環境下では斜面が土であればかなりの角度でも登る」ことが判明している。一方で幼虫は土に潜ることはそれほど得意ではないため、土の硬さは「指を差し込んでみて簡単に指が沈み込む程度」の柔らかさが好ましく、（コンクリートなどで覆われていなくても）土木機械で硬く固められた畔の土には潜れない。
蛹室内で約10日間の前蛹期を経て、地中に潜ってから約8日 - 10日後に脱皮して蛹化する。蛹化する際は2齢幼虫が3齢幼虫へ脱皮する際と同様に頭部・胸部の背中側の中央が割れ、中から真っ白な蛹の頭部・胸部が現れ、蛹化開始から約25分後に腹部が幼虫の抜け殻から抜け出して蛹化完了となる。

#### 羽化
蛹は蛹化後約10日 - 2週間後に約2時間の脱皮で羽化する。幼虫が土に潜ってから羽化するまでは約20日間で、羽化直前の蛹を観察すると複眼・大顎の部分が黒く変色するほか、前日には脚が赤っぽく色づいている。羽化に際してはまず脚を少しずつ動かしながら腹部を動かしてうつぶせの姿勢になり、腹部の皮の襞が伸びて余分な皮が腹部後ろに集まる。その後翅が伸び始めるとともに体幅が広がり、頭部・胸部の背中側の殻が割れて成虫の頭部が現れ、約2時間以上をかけて翅を伸ばしつつ蛹の殻を脱ぎ捨てると最後に脚が抜け出して羽化完了となる。羽化直後の新成虫は真っ白な色をしているが、羽化完了から約2時間後には淡褐色に変色し、その後は徐々に色が濃くなり翌日には緑色 - 暗褐色の体色になる。
羽化直後の新成虫はまだ体が柔らかく、外敵から身を守れないため、体が硬化するまでしばらく地中に留まり、羽化後5日 - 1週間程度経過すると蛹室を脱出して地上に這い出し、活動を開始する。新成虫は野生下では8月初め - 10月にかけて出現し、間もなく池に移動して11月初旬ごろまで活動するが、新成虫の繁殖は来年以降に持ち越される。
羽化直後の新成虫は体表が水を弾くためか、しばらくは水中にうまく潜れずミズスマシのように水面を泳ぎ回ることがある。また体が完全に硬化するまでには（餌を十分に摂食した場合）活動開始から1 - 2週間程度かかるが、それまでの新成虫は「共食いの少ないゲンゴロウにとって最も共食いが起きやすい時期」であり、他のゲンゴロウとともに飼育すると捕食される危険性がある。実際に都築・谷脇・猪田 (2003) は「羽化直後の新成虫を前年生まれの成虫を同居させたところ一晩で捕食され、本来は硬くて食べ残されるはずの腹部・前翅・後脚まできれいに食べつくされてしまった」と記録している。

## 人間との関わり
日本では池・水田が身近であり、そこに棲む本種は1950年代ごろまでは日本各地の池・水田に普通に生息していたことから平地 - 丘陵の良好な水辺環境の指標種とされており、1978年に実施された分布調査で本種は栃木県・山梨県・奈良県など8府県で特定昆虫として取り上げられていたほか、1980年代ごろまでは小学校の教科書でも身近な昆虫として扱われていた。
現在でこそ絶滅の危機に瀕している本種だがかつては日本人にとって身近な昆虫で、一部地域では食用・民間療法における薬用としても用いられていたほどだった。なお、幼虫はかつて（タガメなどと同様に）養魚場を荒らす害虫とされていた一方、ゲンゴロウ類幼虫はボウフラ（様々な感染症を媒介する衛生害虫であるカの幼虫）を捕食する天敵（益虫）としての側面もかねてから期待されていたが、大庭が様々なゲンゴロウ類幼虫を使用して行ったボウフラ（コガタアカイエカの4齢幼虫）の捕食実験では「ゲンゴロウのような大型種（幼虫の体長20 mm以上）はハイイロゲンゴロウ・ヒメゲンゴロウ・コシマゲンゴロウなど中型種（幼虫の体長10 mm前後）ほどボウフラを捕食しない」という結果が出ている。

### 食用
本種を含めゲンゴロウ類（ほかコガタノゲンゴロウ・クロゲンゴロウなど）は日本各地においてかなり昔から食用とされており、本種は三宅恒方が1919年（大正8年）に取りまとめた『食用及薬用昆虫に関する調査』（農事試験場特別報告第31号）によれば「岩手県・秋田県・福島県・千葉県・山梨県・長野県・岐阜県などで、尾端を取り串焼きにして醤油をつけて食べたり、油炒めや塩煮に調理して食されていた」と記録されている。また岩手県・山形県・長野県ではガムシもゲンゴロウと同様に食用としていた記録がある。
食べ方は主に醤油の漬け焼きが一般的だったが、そのほかにも油炒め・塩茹でなどに調理したり焼いて味噌を付けたりして食していた。各地域における食べ方は以下の通り。
- 長野県 - 現在の上田地域（上田市・小県郡長和町）・佐久地域（佐久市・北佐久郡立科町）・諏訪地域（岡谷市・諏訪市・茅野市・諏訪郡下諏訪町）・上伊那地域（上伊那郡辰野町・南箕輪村・宮田村）などでゲンゴロウ（方言：トウクロウ）を塩炒り・煮付けで食用としていた記録が確認されている[112]。
  - 佐久平では田の鯉を水揚げする際にゲンゴロウが大量に捕獲できたため、翅を取り除いて焼いたり炒めたりして塩を振って食べており、「スズメ焼のような味がする」と珍重していた[28]。
  - 諏訪地方では翅・脚・頭を取り除いて鍋に入れ、酒を入れて炒めてから醤油・砂糖・水を入れてじっくりと煮込んだものを食べており、「味は良いが下ごしらえに手間がかかる」とされていた[28]。
  - ゲンゴロウは主に成虫が食用の対象だったが、長野県では蛹も「シラタ」の方言で呼ばれ油・醤油で炒めて食べられていた[111]。
- 福島県 - 角田猛による1957年の記録によれば「翅・脚をむしり取り油で炒め、塩を振りかけてお茶請け・酒の肴として食べていた」とされる[28]。
- 秋田県 - 「ゲンゴロウを救荒食物として食べた」「現在の横手市で食されていた」などの記録がある[113]。県内では翅・脚を取って串刺しにしたものを醤油をつけて焼いて食べるのが一般的で、香ばしく美味だったとされる[28]。
- 山形県 - かて米沢では「キンガムシ」と呼ばれ、君侯やお歴々でなければ食べられないほど高価な食材として扱われていた[114]。

都築・谷脇・猪田 (2003) は「かつてゲンゴロウを食用としていた地域の人の話では『硬い前翅を取り除いて食べたがかなり苦く、食べるのが辛かった』そうだ」と述べている。
1940年代の長野県においては食用目的でゲンゴロウを大量に捕獲する方法としてイヌ・ネコの死体、もしくはヘビの皮やウシ・ウマなどの腸を池などに沈めて約10日間放置し、集まったゲンゴロウを死体ごと引き上げて捕獲する方法があったほか、同年代の秋田県ではイワシの頭・クジラの脂身を布で包んだものに浮きを付けて池・沼に入れておき、ゲンゴロウが集まったところを網で掬って捕獲していた。このほか近代的な採集方法としては生息池付近に青色蛍光灯を照らしておき飛来した成虫を捕獲する方法（ライトトラップ）もある。ゲンゴロウは腐肉食性であるため、捕獲してから1, 2日間は清水中で餌を与えずに飼育して腸内の食べ物を排泄させてから調理していた。
本種は日本国外でも中国（広東省・広西チワン族自治区）にてフチトリゲンゴロウ・コガタノゲンゴロウ・トビイロゲンゴロウなど近縁種やガムシ類などとともに食用にされており、三橋淳は1999年に広州市のホテルに宿泊した際にゲンゴロウ・ガムシがロビーで食用として生きたまま水槽に入れられて売られていたのを確認している。本種は標準的な中国語（普通話）で「龍虱（ロンシー、「龍のシラミ」の意味）」、広東省では「水ゴキブリ」という意味の地方名で呼ばれており、広東省では生きたものを下茹でしてから塩・山椒・八角・桂皮などとともに3分間ほど煮込み、翅を取り除いてその下の白い身を食べる方法が一般的である。広東省でも本種は「夜尿症改善に効果がある」とされ食用に養殖されているが、オスよりメスのほうが「より栄養価が高い」とされ高値で取引される傾向にある。中国南部では塩茹でしたゲンゴロウが「ロンチャ」という名前で食材として売られており、翅と脚を取り除いて食べるが、干しエビのような味で一種独特の臭みがあるという。
1922年には日本統治時代の朝鮮（→現在の大韓民国）・忠清北道でも翅・脚を取り除き焼いて食べていた記録がある。

### 薬用
本種は「小児の疳の病に効果がある」とされ、三宅恒方が1919年に取りまとめた『食用及薬用昆虫に関する調査』（農事試験場特別報告第31号）では「本種は茨城県・愛知県・福井県で胃腸病・疳の薬として用いられている。胆嚢を取り除き菓子類とともに食したり、黒焼きにして用いる」と記載されている。
疳の薬としてゲンゴロウ類を黒焼きにしたものが用いられたほか「焼くか生のまま潰した液がジフテリア・百日咳に効き、煮た物は喘息に効く。また、幼虫はそのまま飲み込むことで肺病の薬になる」とされており、本種だけでなくクロゲンゴロウ・コガタノゲンゴロウなども前述の用途に加えて胃腸病の治療・通経などの用途で用いられていた。また、ゲンゴロウ類・ガムシ類は中国では漢方薬「龍虱」（りゅうしつ）として老人・小児の夜間頻尿への薬および「䗪虫」（しゃちゅう）の類似品として用いられていたほか、台湾ではゲンゴロウ・ガムシ類を「䗪虫」として用いていた。

### 飼育・人工繁殖

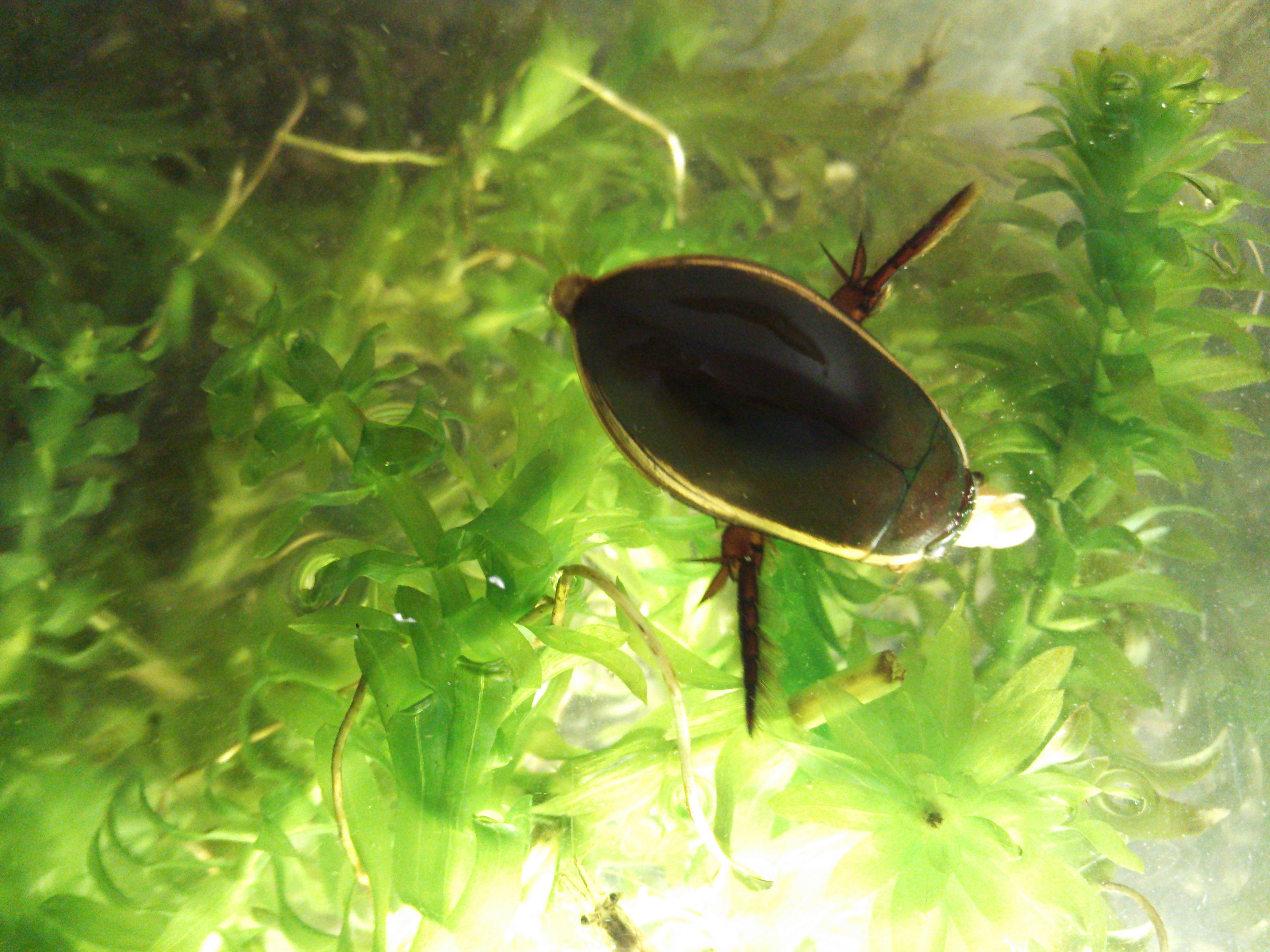
飼育下でのゲンゴロウ。クリルを食べている。

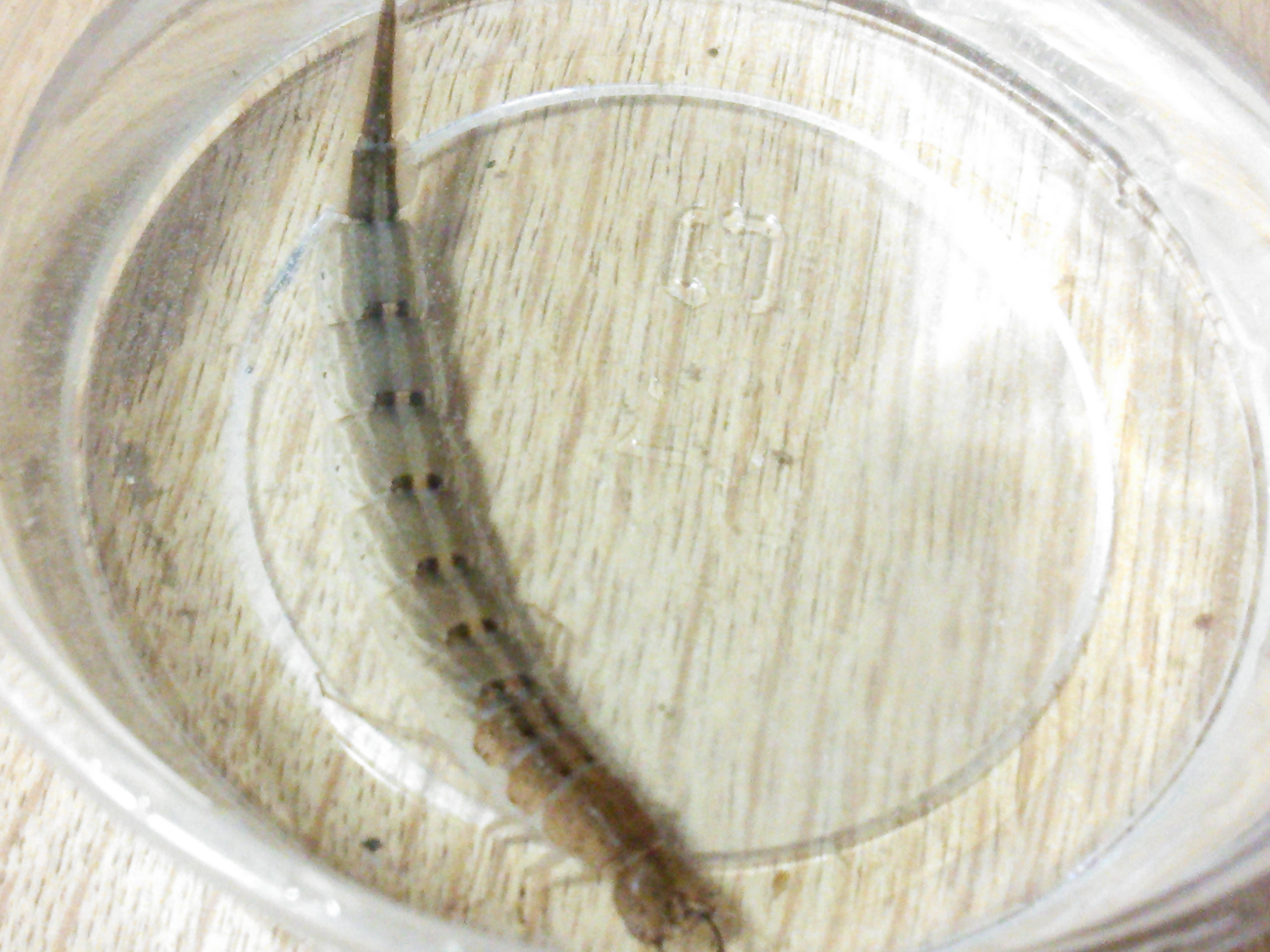
飼育下でのゲンゴロウ終齢幼虫

本種はペットとしてペットショップなどで販売されており、丈夫・長寿な昆虫であることから成虫の飼育は容易で、本種を含む水生昆虫類の多くはアクアリウムにより観賞魚と似たような方法で飼育することができる。
- 森文俊は本種の飼育に関して「本種は育成が容易な種だから、各地の小中学校で地元産の個体を繁殖するなど保護・繁殖活動が拡大すれば種の保存につなげられるだろう」[56]「本種に限らず水生昆虫類の保護には前述のような情操教育が必要だろう」と提言している[129]。
- ゲンゴロウ類の自家繁殖・繁殖個体の販売を行っている関山恵太は「ゲンゴロウ類の繁殖は根気が必要なので『飼育者自身が飼育に飽きてしまうこと』が累代途絶の最大の原因だろう。それを防ぐためにも同じく飼育・繁殖を楽しんでいる飼育仲間と『飼育に関する情報交換』『繁殖個体の交換』『採集に同行する』などつながりを持ち、モチベーションを維持することが繁殖への成否を分けるほど重要な要素になるだろう。1つの種類を系統保存するためには一個人よりも仲間とスクラムを組んだほうが有利だと思う」と述べている[130]。

餌の破片が水中に散らばって水質が悪化しやすいため、水換えを頻繁に行ったり濾過装置を設置したりして水質の悪化を抑えることが望ましい。また水質安定・足場としての目的に加えて本来の生息域が水草の豊富な環境であるため、繁殖の有無を問わず飼育容器には水草も入れるのが望ましいが、ペットショップ・観賞魚店でなどで購入した水草は残留薬物に注意する必要がある。
一方でタガメなど水生カメムシ類（半翅目）と比較すると繁殖は難しい。幼虫は生き餌専食であるため成虫に比べて飼育が厄介で、共食いを防ぐため1頭ずつ分けて単独で飼育しなければならないほか、餌も生きた獲物を用意しなければならない。タガメの幼虫のように一斉に100頭近い幼虫が孵化するわけではないため比較的幼虫の管理はしやすいが、一通りの孵化が終わると1ペアから数十頭の幼虫が得られるため、その個別飼育にはそれなりの手間・労力を要する。ただし、ゲンゴロウ類の幼虫は本種を含め1齢・2齢幼虫の期間がそれぞれ1週間以上ある種類の場合、毎日餌を与えなくても1,2日おきに餌を与えれば餓死することはない。
- 1齢幼虫には主にボウフラ[94]・アカムシ・小魚・孵化直後のオタマジャクシなどを与える[93]。
- 2・3齢幼虫には小魚（メダカ・小さいワキンなど）[93]・オタマジャクシ・コオロギなどを与える[94]。

幼虫飼育時には極端な水温変化を避けて23 - 28℃の範囲を目安に維持し、食べ残しを頻繁に除去したり水を頻繁に交換するなどして水質悪化を防ぐ必要がある。

## 保全状況
前述のように本種は日本人にとって身近な昆虫であり、例えば愛知県内では高度経済成長期前まで現在の名古屋市港区・千種区でも生息が確認されていた。一方で福岡県福岡市内では、後述のように外来種の拡散が進む以前であり、近縁種のコガタノゲンゴロウが最普通種だった1930年代でもゲンゴロウは見られなかったとする報告がある。
しかし近年は「生息環境破壊」「農法の変化・農薬による死滅」「侵略的外来種の侵入」「採集圧の影響」「生活排水・工業排水などの流入による水質汚染」「休耕田・放棄水田の増加」などにより激減し、かなりの珍品となってしまった。現在は「山間部の人里にほど近い場所にあり、自然が保たれている池沼」で見られる程度で「本種を探す」意気込みがないと発見は困難な状況で、特に西日本（近畿地方以西）の大半では山里の池沼に行かなければその姿を見ることはできない。
本種は1991年の環境省の環境省レッドリストには記載されていなかったが、2000年・2007年の改訂でそれぞれ準絶滅危惧（NT）（環境省レッドリスト）に指定された後、2019年現在は（2012年改訂版）絶滅危惧II類 (VU)（環境省レッドリスト）に指定されている。環境省レッドデータブックでは「全国的に激減しており、特に西日本ではわずかで太平洋側各県の生息地数はわずか数ヶ所にまで減少。南関東では絶滅・平野部でもほぼ絶滅した」と評価されている。環境省レッドリスト・レッドデータブックのみならず以下のように多くの都道府県別レッドリストで「絶滅種」もしくは「絶滅の危険性が高い高位の絶滅危惧種（I類からII類）」などに選定されている。
- レッドリスト・レッドデータブックで絶滅種とされている都道府県 - 千葉県[注 35][RL 5]・東京都[注 36][RL 6]・神奈川県[注 37][RL 8]・滋賀県[注 38][138]・鹿児島県[注 39][RL 10]
- 近年は生息が確認できず絶滅した可能性が高い府県 - 埼玉県[注 40][RL 11]・富山県[注 41][RL 3]・大阪府[注 42][RL 12]・和歌山県[注 43][RL 13]・徳島県[注 44][RL 14][RL 15]・香川県[注 45][RL 17][RL 16]・愛媛県[注 46][RL 18]・福岡県[注 47][RL 19]・佐賀県[注 48][RL 20]
- 条例で採集などが禁止されている県 - 群馬県[注 49][条例 2]・長崎県[注 50][条例 5]

本種と同様にゲンゴロウ属の近縁種も減少が著しく、特にマルコガタノゲンゴロウ・フチトリゲンゴロウは絶滅のおそれのある野生動植物の種の保存に関する法律（種の保存法）に基づき国内希少野生動植物種に指定されている。
北海道・東北地方（青森県・秋田県など）・甲信越地方（長野県・山梨県・新潟県）など一部の地域においてはまだ多くの産地が残っており、平地の沼・水田でも本種の姿を見ることができる場合があるが、「東北地方・北陸地方の山間の池」「農薬が入り込まない谷津田奥のため池・放棄水田」などの良好な残存生息域を含めて2000年以降の減少が著しい。

### 減少の背景
減少の主な原因は以下のようなものである。
1. 生息環境破壊
  - 本種を始めゲンゴロウ類は生息域となる水辺環境（本種の場合は池沼・水田など）がまとまって存在することが個体群存続に必要だが[141]、池沼の開発および灯火・ゴルフ場造成は本種の生息域を破壊し[RL 1]、様々な環境悪化が複合的に組み合わさったことで生息地が分断される現象も発生している[135]。
  - 水田の畔など水辺の岸は本種の幼虫が蛹になるために非常に重要な場所だが[90]、畔のコンクリート化・水田全体を囲む波板設置[90]が都市近郊だけでなく山間部の水田でも行われたため、本種幼虫が蛹化場所を失っていった[34]。現在では恵まれた環境の池を除くと「水田の横に素掘りの溝が残っているような棚田」でしか生息できなくなったが、その溝も圃場整備が進み消えつつある上[142]、後述のように繁殖場所として利用していた水苗代も利用できなくなった[143]。
    - 都築・谷脇・猪田 (2003) は本種が激減した要因として「完全変態で蛹を経由するゲンゴロウなど水生甲虫類は不完全変態であるタガメなど水生カメムシ類（半翅目）とは違い、蛹化する場所として土の陸上部分が必要である。本種は仮に汚染されていない水・豊富な餌があってもゴムシート張りのため池・コンクリート護岸の池沼では全く繁殖できず、繁殖場所の消滅がそのまま種の絶滅に直結する可能性が高い」と指摘している[54]。

- 過疎化・高齢化・減反政策により増加した休耕田・放棄水田は水が溜まれば一時的にはゲンゴロウの生息地となるが、水はけの悪い場所を除くと1年 - 2年程度で乾燥してしまうため全体としては水辺環境自体の減少につながる[144]。またため池の管理放棄・放棄水田の植生遷移も本種の生存を脅かしており[RL 1]、定期的な水抜きによる底泥の除去・堤の草刈りなどがなされなくなると底泥が溜まり、樹木に覆われて暗くなることで生き物が生息しにくくなる[144]。

1. - ため池の改修・宅地開発による生息域の埋め立ても脅威となっている[133]。これに加えて本種やタガメは水銀灯などの街灯設置により街灯の光に誘引されて発生地から離れ戻れなくなることで死亡する個体も多く、これも個体数原因の重大な要因である[RL 14]。
2. 農薬汚染
  - 本種・タガメは有機的な汚染には強いが[注 51][51]農薬・洗剤など化学的な汚染には弱い[146]。1950年代 - 1960年代[142]、および1970年代初めにかけて強毒性農薬（ベンゼンヘキサクロリド（BHC）・ピレスロイド系・パラチオンなど）が[17]空中散布を含めて大量に使用されたため[RL 1]、本種は大きなダメージを受け[17][142]、それとほぼ同時期に多くの地域から絶滅した[RL 8]。本種を含めた多くの水生昆虫は多くの種が初夏 - 夏場に新成虫と旧成虫の世代交代がなされるが、その時期に農薬を散布されると新成虫・旧成虫ともに多くが死滅するほか、仮に旧成虫だけが死滅して新成虫が生き残ったとしても農薬に汚染された水生動物を食べれば死に直結する[147]。
  - 1970年代以降は農薬の毒性・効果持続性ともに低下したものの、1990年代ごろからは「人間に対する毒性は弱いがゲンゴロウ類に対しては毒性が強い」殺虫剤が田植えと同時期に使用されるようになっており、市川・北添 (2010) は「その影響かどうかは不明だが、それとほぼ同時期からコシマゲンゴロウなどの小型種を含めたゲンゴロウ類が急速に減少している」と指摘している[148]。また殺虫剤のみならず水田に生える稲以外のすべての植物・畔の草を水田雑草として駆除するため水田に除草剤が散布されると、ゲンゴロウは仮に殺虫剤が使用されていなくても産卵床となるオモダカ・コナギなどの水草が枯死しているためその水田では繁殖できない[148]。
3. 農法の変化
  - 農薬の災禍を免れて生き残ったゲンゴロウも圃場整備による水田の乾田化・水田脇の水たまりの消失により減少した[RL 1]。
  - かつては4月上旬から水苗代に稲の種籾を蒔いて苗を生育させた上で手植えを行っており、本種・カエルなどが水苗代を繁殖場所として利用していたが、田植機が普及すると稲の苗をビニールハウスの苗箱の中で栽培するようになったため、水苗代は姿を消し、水田に水が張られるのは4月下旬以降となった[143]。そのため、水田への湛水（水張り）はそれまでより約1か月遅れるようになり、ゲンゴロウは産卵期初期に産卵できる場所を失うこととなった[149]。
  - また水田への湛水 - 土用干し（中干し[注 52]）までの期間が約30日 - 45日程度に短縮された結果[149]、田植え後に産卵され孵化した幼虫は上陸前に水がなくなって乾燥死してしまうようになったため[注 53]、水田ではゲンゴロウの生活史をカバーできなくなった[142]。
    - 市川・北添 (2010) はゲンゴロウ類の保護活動・保護を重視した稲作などに関して「『完全な無農薬で水田を耕さず土用干し（中干し）もしない』自然農法の水田がゲンゴロウ類にとって最も理想的だが、この農法は収穫量減少などデメリットが伴うためすぐに実行することは難しい。しかしゲンゴロウ類の保護を観点に入れると『ゲンゴロウが産卵・孵化してから成虫が羽化するまで』の4月 - 7月ごろまでは減農薬・無農薬にして土用干しも控えめにし、畔際に素掘りの溝（ひよせ）を設けて土用干しの際にゲンゴロウ類などが逃げ込める場所を作ることから始めるとよい」と提言している[150]。
4. 侵略的外来種の存在
  - 生息地に侵入したブラックバス（オオクチバスなど）・アメリカザリガニ・ウシガエルといった侵略的外来種や放逐されたコイの存在[RL 1]。これら外来種による食害も本種の減少に拍車をかけており、実際に秋田県で駆除のために捕獲されたオオクチバスの胃から本種成虫やガムシ・オオコオイムシなど水生昆虫が出てきている[142]。
  - 西原 (2008) は「かつて教科書などで水生生物の代表格として挙げられていたタガメ・ゲンゴロウなど水生昆虫が取り上げられなくなり、逆に外来種であるアメリカザリガニが代表種として取り上げられたことが増えたことは水辺環境の危機的状況を映し出している。『アメリカザリガニは侵略的外来種だ』とはほとんど認識されておらず、幼稚園・小学校で学校教材として利用までされていることは大問題だ」と指摘している[151]。その上でゲンゴロウ類保護の提言の1つとして「オオクチバスが侵入してしまったため池では3年間は継続して水抜き・駆除を行うことが必要だ。またアメリカザリガニは学校教材・ペットとして扱うべきではなく、1日も早く特定外来生物に指定すべきだ」と述べている[152][152]。
5. 採集圧・乱獲
  - 前述のような理由だけでなく、近年はペットショップなどで高値で取引されるため[133]、業者・マニアによる無秩序な採集も脅威になっている[RL 1]。1990年代以降にカブトムシ・クワガタムシ類と同様にゲンゴロウ類もペットとしての需要が高まったことで、特に高価に売買される希少な種類を中心に[153]収集・販売目的の捕獲が行われ[RL 21]、個体群の再生産能力を上回る採集圧・捕獲圧の悪影響を受けているほか[RL 22]、残った生息地でも環境破壊による絶滅・個体数の激減が起きている[153]。
  - 無秩序な採集者（乱獲者）の中には1度に100頭単位で捕獲する者・限られた場所で何度も徹底して捕獲する者がいることからその地域の希少種を絶滅に追い込むだけでなく、採集目的で水辺に何度も踏み込むことで泥をかき回し、水生植物を痛めつけたことで水辺環境が悪化した例もある[153]。各地域で出されている昆虫目録・レッドデータブックで希少生物の生息地が公表されるとそれが「採集のための案内」となってしまうほか、インターネット上で貴重な生息地の情報が拡散されることも問題となっている[153]。
  - 矢崎充彦は『豊田の生きものたち』（2009年・豊田市）にて「人気種であるゆえに生息地が明らかになると乱獲にさらされ、保全すべき場所すら公表しにくい事態が起きており、それが希少生物の保護をより難しくしている」と指摘している[133]。
  - また一部の愛好者の間ではチョウ・ホタルなどと同様にゲンゴロウ類の放流も行われているが、他地域のゲンゴロウを人為的に移入することは遺伝子攪乱の要因となるため[153]、西原 (2008) は「今後はトキ・コウノトリのようにゲンゴロウ類でも絶滅・激減した地域や再生された生息地で飼育個体を放流する『野生復帰』が行われる可能性があるが、その際には他地域のものではなくその地域の個体を放流すべきだ」と提言している[154]。

### 保護対策
有効な保護対策としては以下のようなものが挙げられ、新潟県では個体数が回復するなどその効果が一部で出始めているが、未だ絶滅の危機を回避するには至っていない。
- 稲作における対策 - 無農薬および減農薬栽培・中干し期の水域確保もしくは夏季湛水・谷津田奥のため池再生・やや深い池の創出[RL 1]
- その他対策 - 侵略的外来種のモニタリングと排除・コイの放逐防止・採集圧対策・系統保存[RL 1]

西原 (2008) は「現在は研究者・学校・行政が中心となってゲンゴロウ類など環境指標種の生息状況調査が行われているが、地域の人々が地元の水辺環境を『地域の宝』と認識して保全活動を続けていくことが望ましい」と提言している。
2018年1月時点では日本全国の動物園・水族館・昆虫館・博物館などの施設で本種やタガメの飼育・繁殖・展示が行われているが、幼虫の共食いが激しく（1頭ずつ単独で管理しなければならず）飼育に手間がかかることに加え、近親交配が進むと繁殖成功率が低くなるため、少ない個体数では長くて5年で繁殖できなくなってしまう。琵琶湖博物館（滋賀県草津市）では他府県産の個体を繁殖・展示し続けてきたが、滋賀県下のゲンゴロウが既に絶滅しており野生個体の導入による血の入れ替えができなかったため、2015年9月1日から本種・タガメの生体展示を中止した。鳥羽水族館（三重県鳥羽市）でも常設展示・繁殖に十分な個体数が確保できないことから2012年に常設展示を中止しており、今後は飼育・展示を継続できる施設が少なくなることが懸念されている。